# Мастранджело, Фабио
Фа́био Мастра́нджело (итал. Fabio Mastrangelo; род. 27 ноября 1965, Бари) — итальянский, российский дирижёр и пианист.

## Биография
Родился в музыкальной семье: его отец был пианистом, дед — скрипачом. Под руководством отца с пятилетнего возраста начал обучаться игре на фортепиано, затем продолжил образование в консерватории имени Никколо Пиччини в классе профессора Пьерлуиджи Камича. В годы учёбы в консерватории завоевал первые премии на национальных фортепианных конкурсах в Осимо (1980) и в Риме (1986).
Как пианист-солист окончил аспирантуру при Женевской консерватории под руководством профессора Марии Типо, затем получил диплом пианиста-исполнителя в Королевской музыкальной академии в Лондоне.
Помимо родного итальянского, также свободно владеет русским, английским, французским и испанским языками
Дирижёрская деятельность началась в 1986 году с должности ассистента-дирижёра в театре «Петруццелли» в Бари. Профессиональное образование как дирижёр получил в Академии музыки Пескары у Джильберто Серембе, затем совершенствовал своё мастерство в венских и римских мастер-классах Леонарда Бернстайна и у Карла Эстеррайхера в Вене, а также под руководством Густава Майера. В 1990—1992 годах по учебному гранту занимался в Университете Торонто у Мишеля Табачника, Пьера Этю и Ричарда Брэдшоу.
Продолжая концертировать как пианист, в частности, провёл, начиная с 1994 года, в Торонто цикл фортепианных концертов Вольфганга Амадея Моцарта, дирижируя от фортепиано. В 1996 году создал камерный оркестр «Виртуозы Торонто» (итал. Virtuosi di Toronto) и руководил им до 2003 года. В эти годы много гастролировал, дирижировал оркестрами Канады, Венгрии, Украины, государственным симфоническим оркестром Санкт-Петербурга, оркестрами Карелии, Кисловодска, Нижнего Новгорода. В 2001 году он впервые выступил с Академическим симфоническим оркестром Санкт-Петербургской филармонии и теперь работает с ним в каждом сезоне. Регулярно выступает на сцене Нижегородской филармонии.
С 2001 года является художественным руководителем международного фестиваля в Шайи-сюр-Армансон, который проходит во Франции. С этого же года он выступает в дуэте с виолончелистом Сергеем Словачевским. Вместе они концертировали в Японии, России, Франции, Канаде, США. 14 апреля 2007 года Мастранджело и Словачевский выступили на сцене Нижегородского Кремлёвского концертного зала.
Выступает и как оперный дирижёр. На международном фестивале в Риме он руководил оркестром «Театра Аргентины» в постановке «Свадьбы Фигаро», в 2002 году под его управлением прозвучали «Травиата» и «Реквием» в театре оперы и балета им. Мусоргского. С 2005 году сотрудничает с театром Санкт-Петербургской консерватории, где дирижировал операми «Богема» и «Тоска». В марте 2006 года был назначен на должность музыкального руководителя театра «Петруцелли» в своём родном городе Бари.
В 2007—2009 годах — главный приглашенный дирижёр Екатеринбургского театра оперы и балета, в 2009—2010 годах занимал пост главного дирижёра театра.
С 2007 года является главным приглашенным дирижёром Новосибирского академического симфонического оркестра и художественным руководителем Ансамбля солистов Новосибирского академического симфонического оркестра «Новосибирская камерата», созданного в 1994 году по инициативе Арнольда Каца.
С 2012 года является главным дирижёром ГСО «Symphonica ARTica» Государственной филармонии Республики Саха (Якутия) им. Г. М. Кривошапко.
C 2013 года — приглашенный дирижёр театра «Новая Опера» им. Е. В. Колобова.
С августа 2013 года — художественный руководитель Санкт-Петербургского государственного театра «Мюзик-Холл».
С 2015 года — художественный руководитель и главный дирижёр основанного им Камерного оркестра «Северная симфониетта».
C 2016 года — художественный руководитель и главный дирижёр симфонического оркестра «Северная Симфония».
С сентября 2018 года является главным дирижёром Симфонического оркестра Москвы «Русская филармония».
В 1993 и 1995 годах удостаивался звания лауреата Международного конкурса дирижёров «Mario Gusella», а в 2000 году вошёл в число финалистов Конкурса Донателлы Флик.
В октябре 2011 года получил российское гражданство.

## Награды
- Офицер ордена Звезды Италии (28 мая 2020 года)[6].
- Кавалер ордена Звезды Италии (2 июня 2013 года)[7]
- Благодарность Президента Российской Федерации (25 августа 2021 года) — за заслуги в развитии отечественной культуры и искусства, многолетнюю плодотворную деятельность[8].
- Заслуженный артист Республики Саха (Якутия) (14 июня 2016 года)[9].
- Благодарность Законодательного Собрания Санкт-Петербурга (17 июня 2015 года) — за выдающийся личный вклад в развитие искусства и культуры в Санкт-Петербурге, многолетнюю успешную творческую деятельность, а также в связи с 50-летием со дня рождения[10].
- Благодарность Законодательного Собрания Санкт-Петербурга (6 апреля 2022 года) — за выдающиеся личные заслуги в развитии культуры и искусства в Санкт-Петербурге, высокий профессионализм, многолетний добросовестный труд, а также в связи со 110-летием со дня создания Санкт-Петербургского государственного автономного учреждения культуры "Театр «Мюзик-Холл»[11].